# TV Xuxa
TV Xuxa foi um programa de televisão brasileiro, produzido e exibido pela TV Globo. Estreou como um programa infantil apresentado por Xuxa, em 4 de abril de 2005 com roteiro de Flávio de Souza, direção de Jorge Fernando e Fabrício Mamberti, direção geral de Fabrício Mamberti e direção de núcleo de Jorge Fernando. A partir de 2008, a TV Xuxa voltou ao ar, sob a direção de Luiz Gleiser, como um programa de auditório, passou a ser exibido semanalmente, nas manhãs de sábado. Em 2011, o programa foi transferido para as tardes de sábado. Foi seu último programa na Globo, depois de 28 anos trabalhando na emissora.
A edição de 25 de janeiro de 2014 marca o fim da TV Xuxa. Naquele dia, Xuxa se despediu do seu público por problemas de saúde e para cuidar de sua mãe. A TV Xuxa saiu do ar com o melhor desempenho de audiência registrado pela Xuxa desde janeiro de 2012, ocupando a posição de 3.º programa de auditório mais assistido no Brasil naquela semana.
Em suas últimas fases, teve direção geral de Mário Meirelles, direção de Andrezza Cruz e Ivana Braga e direção de núcleo de Boninho.

## História

### 1.ª Fase (2005-2007)
TV Xuxa estreou em 4 de abril de 2005, como um infantil apresentado por Xuxa Meneghel nas manhãs de segunda a sexta. A “Rainha dos Baixinhos” voltava a comandar uma atração inteiramente dedicada às crianças, em um programa que misturava brincadeiras, dramaturgia, competições, desenhos animados e apresentação de números musicais – marca dos programas da apresentadora.
O nome do programa era usado como referência à fictícia TV Xuxa, uma emissora de televisão com diversas atrações. Para colocar a estação e seus programas no ar, Xuxa contava com dois ajudantes e repórteres infantis: Maria Mariana e Eike Duarte. A programação da TV Xuxa sofria ainda constantes interferências da TV Pirata Pirado, do Lobo Repórter e de Keka Toke Show, programas comandados por Keka Meleka (Xuxa), apresentadora dos concorrentes.
Entre os quadros exibidos na fase inicial do programa estavam os jornalísticos Notícia da Hora e Tema no Mundo, com notícias sobre os acontecimentos recentes do Brasil e do planeta. Em Conquista de Titã (2005), assistia-se a competições entre times, enquanto Casa X apresentava uma casa especial onde brincadeiras e surpresas animavam o público infantil. A emissora de TV comandada por Xuxa exibia, ainda, o seriado Triângulo em Ação, protagonizado pelo detetive Txutxucão. A música e a dança, marcas dos programas de Xuxa, também faziam parte de TV Xuxa, no quadro Xuxa Mix  e Xuxa Responde onde ela respondia perguntas de fãs.
Em 2006, o programa lançou o quadro Acampamento X, do qual participavam cerca de 50 crianças, divididas em dois grupos, que passavam por diversas provas e competições. Vencia a equipe que somasse mais pontos. As crianças faziam rapel, arvorismo, trilha no meio da mata, além de terem de armar suas barracas de camping no menor tempo possível. Conta Aí em que um famoso era entrevistado por uma semana inteira.
O quadro Game X (2006) tinha um cenário futurista, no qual meninos e meninas se dividiam em dois times e tinham que responder a uma série de perguntas sobre conhecimentos gerais. Logo depois dessa primeira etapa, os participantes passavam por provas físicas. O mundo animal também ganhou destaque no programa, no quadro Bichos. Por dentro do assunto com assuntos em gerais e o Tá na rede em que crianças dão dicas  sobre sites .
Em 2007, TV Xuxa passou por uma mudança radical e teve como grande novidade o quadro Brinquedos e Brincadeiras, que mostrava como as crianças de norte a sul do país se divertiam. As afiliadas da Globo trabalharam em parceria com a equipe do diretor Fabrício Mamberti para realizar o projeto. O quadro, que apresentava o formato de reportagem, tinha em média cinco minutos de duração e ia ao ar às segundas, quartas e sextas. Outra atração foi o quadro Festival de Talentos, em que crianças e jovens de até 16 anos mostravam suas habilidades artísticas e esportivas.
Em 2007, o seriado Sítio do Picapau Amarelo passou a ser exibido dentro da TV Xuxa. O programa, que completou 30 anos de exibição na emissora, estreou na nova programação com a proposta de voltar às histórias originais de Monteiro Lobato.
Entre as mais variadas atrações estava a Sessão X, quadro que anuncia a chegada de desenhos animados como Bob Esponja, As Aventuras de Mickey e Donald, Rugrats Crescidos, Os Padrinhos Mágicos, Rabiscos Ariscos, Batatas e dragões, Danny Phantom, Beyblade, Oggy e as Baratas Tontas, Timão e Pumba, Megaman, Três Espiãs Demais, Avatar e Power Rangers.
Em 31 de dezembro de 2007, o programa deixou de ir ao ar devido a baixa audiência. No seu lugar, entrou TV Globinho,  programa infantil com apresentação de Geovanna Tominaga.
Xuxa só voltou a comandar programas infantis em 2011, com o programa "Mundo da Xuxa" na Globo internacional.

### 2.ª Fase (2008-2014)
O TV Xuxa voltou à grade de programação da TV Globo em 10 de maio de 2008, totalmente remodelado, relançado e direcionado a toda a família, sendo assim o novo TV Xuxa. Agora com novos formatos e horário, e diferentes atrações, transformou-se em um programa de auditório semanal, exibido aos sábados, às 10h30. O programa deixou de exibir desenhos animados, investiu em brincadeiras, e Xuxa passou a receber seus convidados em um palco projetado para entrevistas e números musicais. Diversas celebridades foram entrevistadoras pela apresentadora, entre convidados brasileiros e internacionais.
Entre as novidades de 2008, o programa estreou quadros como o Tô na Xuxa, que abria espaço para novos talentos artísticos; o Show de Babá, no qual artistas do elenco da Globo se revezavam na tarefa de cuidar dos filhos de outros famosos; Gente do Bem, que apresentava importantes trabalhos sociais realizados em todo o Brasil; Maior Comédia, em que a apresentadora contracenava com atores do elenco da Globo, em esquetes com diferentes situações e personagens; Você Pediu Brasil, no qual um cantor ou banda interpreta um hit do outro; Família Nota 10, que promovia uma disputa eletrizante entre duas famílias com provas que exigiam agilidade, conhecimentos gerais, raciocínio e talento; X9, no qual uma criança que tem algum famoso na família, passava o dia com uma câmera na mão, mostrando tudo o que rola dentro de casa; no quadro Diga Lá, crianças atacavam de repórter ao lado de Xuxa.
Dois quadros de bastante sucesso do extinto Planeta Xuxa, o "Intimidade" e o "Transformação" tiveram uma espécie de releitura no TV Xuxa. No quadro Transformação, Xuxa escolhia uma pessoa, com a ajuda da plateia, para fazer uma transformação feita pelo cabeleireiro e maquiador Mauro Brettas e pela estilista Marina Franco. No quadro Papo X, Xuxa recebia toda semana um convidado para uma conversa mais intimista e para uma troca de experiências.
Por conta das transmissões esportivas da Globo (Stock Car, Liga Mundial de Vôlei e as Olimpíadas de Pequim), a TV Xuxa ficou fora do ar durante os meses de julho e agosto. Voltando em grande estilo no dia 30 de agosto, com muitas novidades. Entre as novidades, estavam os quadros Fã de Carteirinha, em que candidatos se enfrentam no palco para provar quem conhece melhor a trajetória de um ídolo,o vencedor tinha direito a assistir ao show do artista predileto e visitá-lo no camarim; o E Agora?, um quadro no qual os humoristas Fernando Caruso, Patrícia Pinho, Álamo Facó e Fábio Porchat tinham que resolver de maneiras divertidas e rápidas, através do improviso, as situações propostas pela platéia, criando cenas a partir de palavras, frases ou sugestões inusitadas propostas por Xuxa e responder, em uma frase, a alguma pergunta da apresentadora; outra atração é era o Duvide-o-Dó que fazia desafios para o público com um tema que tinha relação com a carreira de Xuxa; exemplos de força e perseverança, eram mostradas ao público no quadro Histórias de Vida; além do concurso Brega é Chique, onde artistas do Norte e Nordeste apresentavam-se e concorriam ao título de "Melhor Cantor no Gênero Brega do Brasil", com direito ao "Trófeu Waldick Soriano".
Um dos grandes sucessos desta temporada foi o Festival de Paródias, onde humoristas de todo o Brasil tiveram a chance de exercitar a veia cômica musical em cadeia nacional. A primeira edição do Festival de Paródias selecionou quatro performances para participar do concurso que premiou o melhor criador de paródias de músicas brasileiras conhecidas. Foram duas edições do quadro, com quatro semanas de competição cada uma, sempre com um estilo musical diferente. Eram avaliadas adequação da letra e melodia, voz e atuação do comediante no palco. Podiam se inscrever candidatos individuais, em duplas ou até trios.
Em 18 de abril de 2009, a "TV Xuxa" iniciou sua nova temporada, com cenário reformulado em forma de arena. Entre as novidades da temporada estavam os quadros Prova dos Nove Em que famosos respondiam a perguntas para ver quem se conhece melhor , Famosos Anônimos Em que famosos  terão que reconhecer pessoas que fizeram parte de sua vida, Talento Família Uma disputa em que artistas levarão seus pararentes para mostrar suas habilidades, Amor Animal, em que famosos fazem videos com seus animais, Memória X, que mostrava imagens da carreira  de Xuxa a pedido de fãs, Vida Dupla, Em que mostravas outras atividades de artistas, além de uma nova edição do Festival de Paródia. O programa ainda apresentava quadros de sucesso como Fã de Carteirinha, Papo X, Karaokê da Xuxa, Tô na Xuxa, Show de Babá, Gente do Bem, Histórias de Vida e o já tradicional Transformação.
Também na temporada de 2009, o programa realizou o reality show Procura-se um Príncipe, no qual o público podia escolher, entre os participantes, qual ganharia um papel no novo filme de Xuxa, Xuxa em O Mistério da Feiurinha, baseado no livro homônimo de Pedro Bandeira, com direção de Tizuka Yamazaki. Bernardo Mesquita foi escolhido o vencedor do concurso, que reuniu mais de seis mil jovens, entre 13 e 16 anos. Tempos depois, Bernardo virou repórter de um quadro de viagens da TV Xuxa.
Outro concurso realizado neste ano de 2009 foi A Dona de Casa Mais Bonita do Brasil, que premiou uma mulher brasileira, com idade entre 30 e 45 anos, mãe, esposa e cuja profissão fosse “do lar”. Vinte e cinco candidatas – cinco de cada região do país – foram selecionadas pela produção do programa para participar de cinco eliminatórias até a final, realizada no mês de outubro. A vencedora levaria para casa 20 mil reais em prêmios e o título de “A Dona de Casa Mais Bonita do Brasil”. O concurso reuniu 9.542 candidatas, que se inscreveram por caixa postal e pelo site do programa.
Em 2010, TV Xuxa trouxe mais novidades para as manhãs de sábado. Além de um cenário repaginado, o programa ganhou novas atrações e novos quadros. No Melhor de Dois, famosos substituíam por um dia um profissional que trabalhasse com crianças. Depois, dois dos pequenos e o profissional substituído, acompanhado por seu chefe, iam ao palco escolher qual dos convidados se saíra melhor na tarefa. O quiz Meninos X Meninas trazia duas celebridades para participar de uma disputa no palco. Em Ligação Surpresa, Xuxa escolhia uma pessoa da plateia e fazia a ela três perguntas. Em seguida, ligava para a casa do participante e, se quem atendesse ao telefone acertasse as respostas, ganhava um prêmio da atração. No quadro Tempo de Baixinho, grandes nomes disputavam uma gincana em que deveriam adivinhar perguntas sobre a época de suas infâncias. Em Dia Livre, Xuxa mostrava vídeos caseiros feitos pelos artistas, contando um pouco da intimidade de cada um fora das telinhas.
No dia 4 de setembro de 2010, estreou o concurso Estilista Revelação 2010, com dez participantes selecionados, através do site do programa, por um júri composto pelo figurinista Marcelo Cavalcante, pela produtora de moda Maria Cândida e pelo renomado estilista David Pollack. O prêmio foi de 30 mil reais, e os quatro finalistas tiveram suas criações usadas em um ensaio feito pelo fotógrafo Fernando Torquatto com a apresentadora Xuxa.
Outro quadro que estreou em 2010 foi Top Mirim 2010, criado para revelar novas representantes das passarelas nas categorias infantil, infanto-juvenil e pré-teen. Ao todo, 30 meninas entre três e 12 anos eram avaliadas através de ensaio fotográfico e desfile no palco do programa. Como prêmio, a vencedora recebia uma poupança no valor de 10 mil reais, além da produção de um book e de um videobook. O concurso Dança de Rua, premiava com R$ 15 mil reais, o melhor grupo de dança de rua. O melhor grupo será escolhido pela plateia, por um artista convidado e um júri técnico. No total, 12 grupos exibem suas coreografias.
Depois de uma parada para férias, a TV Xuxa voltou à telinha da Globo, em 9 de abril de 2011, cheio de novidades. Além de ocupar um novo horário nas tardes de sábado, às 14h45, o programa ganhou um cenário com capacidade para cerca de 400 pessoas. O palco passou a ter um formato italiano, com a disposição frontal da plateia, além de monitores de LCD distribuídos pelo espaço. O ambiente  ganhou cores azuis e roxas para adquirir um tom de suavidade e leveza.
O TV Xuxa voltou com quadros já conhecidos do público como "Fã de Carteirinha", "Papo X", "Vida Dupla", "Prova dos Nove", "Meninas X Meninos", "Tempo de Baixinho" "Memória X" e o "Tô na Xuxa". Os atores Cauã Reymond e Bianca Bin foram os convidados da estreia do quadro Amizade Secreta. Na brincadeira, cada um recebeu três presentes e precisou adivinhar quem os enviou. O programa ainda mostrou o duelo entre duplas de cabeleireiro e maquiador no quadro Transformação, que ganhou um novo formato. As duplas concorrentes tinham de mudar o visual de pessoas da plateia.
Outras atrações também estrearam neste ano. O quadro Mães de Primeira Viagem mostrava uma competição entre mães famosas e anônimas para testar seus conhecimentos sobre a maternidade. Na competição Enxoval de Rainha, dois casais de noivos se enfrentavam para descobrir qual noiva merecia ganhar um enxoval dos “sonhos”. Já o Minha Avó é um Barato! era um miniconcurso semanal entre avós (inscritas pelos netos), que deveriam mostrar algum talento no palco do programa. A avó mais talentosa ganhava um prêmio. No quadro Surpresa!, as pessoas podiam realizar uma surpresa para alguém especial, desde conhecer um artista, ir a um determinado lugar ou realizar algum desejo. Em Dia Especial com a Xuxa, a apresentadora fazia uma visita a uma pessoa e ainda levava um presente especial para ela. Já o quadro Dom Especial apresentava pessoas com um dom especial. Em Hoje Vai Ser Uma Festa, o participante selecionado tem a oportunidade de ter a Xuxa organizando uma festa somente para ele.
Também em 2011 foi ao ar o quadro Charada Musical, atração em que duas duplas têm que provar quem sabe mais de música. No dia 20 de agosto, por exemplo, Totia Meireles e Marcelo Serrado enfrentaram Suzana Pires e Tania Khalill.
No dia 10 de setembro de 2011, estreou no programa o Concurso de Corais, uma disputa envolvendo corais modernos, com estilo pop. Os grupos participantes são avaliados por um júri e concorrem ao prêmio de 25 mil reais. Na estreia, o corpo de jurados foi formado por Amanda Costa, Daniel Boaventura, Simone Gutierrez e Guto Graça Mello. Em dezembro foi anunciado o vencedor da competição: o Coral Grito. Ainda neste ano foi ao ar o Concurso de Dança de Rua, que teve como vencedor o grupo Nós da Rua, e o Estilista Revelação, que teve como vencedora a estilista Juliana Cruz. Ambos os concursos permaneceram no ar em 2012.
Como outras temporadas, esta também trouxe entrevistas de Xuxa com várias personalidades do Brasil e do mundo. Entre os entrevistados internacionais estavam Britney Spears, Justin Bieber, Ricky Martin e Lady Gaga.
A TV Xuxa de 2 de julho de 2011 comemorou os 25 anos de Xuxa na Globo. A equipe de produção do programa preparou uma surpresa para a apresentadora, e reuniu nomes da música nacional para celebrar a data. Caetano Veloso, Maria Gadú, Zezé Di Camargo e Luciano, Daniel e Victor & Leo foram alguns dos convidados que se apresentaram no programa cantando sucessos da carreira da apresentadora, como Doce Mel, Lua de Cristal, Nosso Canto de Paz e Marquei um X. A festa foi comandada pela cantora Ivete Sangalo. Luciano Huck, Faustão, Ana Maria Braga e Renato Aragão gravaram depoimentos para Xuxa. Também participaram da celebração a dupla Bruno e Marrone; Durval Lelys, do Asa de Águia; Alinne Rosa, da banda Cheiro de Amor; Bruno, do Sorriso Maroto; Saulo, da Banda Eva; Dodô, do Pixote; Xande, do Grupo Revelação; Thiaguinho e Péricles.
Na TV Xuxa de 8 de outubro de 2011, Xuxa comemorou o Dia das Crianças com uma edição especial do programa, em que entrevistou o astro pop Justin Bieber, que estava em turnê pelo país. No Papo X, Rodrigo Sant' Anna que comentou o sucesso de sua personagem Valéria, do humorístico Zorra Total. O especial ainda contou com a participação especial do Padre Fábio de Melo.
No programa especial de Natal, Xuxa fez uma de suas brincadeiras favoritas: torta na cara. A vítima da vez foi o ator Paulo Gustavo que foi ao TV Xuxa comandar o Amizade Secreta especial para a apresentadora. Mas o ator revidou deixando Xuxa com o rosto cheio de torta. No quadro Meninas x Meninos, Xuxa recebeu parte do elenco de Fina Estampa. Dira Paes e Luma Costa enfrentaram Dudu Azevedo e Rodrigo Simas. Para animar o sábado, Zezé di Camargo e Luciano cantaram seus sucessos.
No último programa do ano, Xuxa reuniu tudo o que marcou o TV Xuxa de 2011. Michel Teló foi o convidado especial e cantou “Fugidinha” e ” Ai se eu te pego” acompanhado pelo público e por Xuxa. Os vencedores dos concursos deste ano fizeram uma apresentação em conjunto. O pessoal da Cia. Nós da Rua dançou ao som da galera do Coral Grito. E o figurino dos dois grupos ficou por conta da estilista revelação, Juliana Cruz.
A partir de 7 de janeiro de 2012, com direção de núcleo de Roberto Talma, direção geral de Mário Meirelles e direção de Ivana Braga e Andrezza Cruz, o TV Xuxa reestreou um cenário novo, mais colorido, bem no clima do verão, levando ao público muitas atrações musicais, desfiles de moda, reportagens sobre esporte e turismo, e dicas de beleza. Para animar o auditório e manter o clima de festa nos estúdios, música é o que não faltou nesta temporada. Além de promover encontros musicais com artistas de estilos diferentes, a cada programa um DJ levantou a galera. Xuxa contou ainda com as assistentes do palco, com o grupo de bailarinos do Grupo Base e da Cia. Nós da Rua.
Entre algumas novidades da temporada, teve as novas edições dos concursos Dança de Rua e Estilista Revelação, o concurso Batalha de Salto, além dos quadros Hoje Vai Ser Uma Festa, Dia Especial, Dom Especial, Super Transformação e Segredos de Beleza.
Outra novidade foi a saída da equipe do programa às ruas. O ator Bernardo Mesquita passou a apresentar um quadro com dicas de turismo para os jovens, o Destino de Verão; e o coreógrafo Fly encontrava pessoas para produzir matérias especiais, no quadro Tô na Xuxa com Fly.
Cada programa da temporada teve um tema diferente. O programa mergulhou no folclore, e nas datas comemorativas. Para homenagear os aniversariantes de cada mês, Xuxa recebeu artistas para contar um pouquinho de suas histórias e ouvir depoimentos de amigos e familiares.
Entre os artistas homenageados estavam, o casal Nicette Bruno e Paulo Goulart, as atrizes Regina Duarte, Laura Cardoso, Bibi Ferreira, Cissa Guimarães e Fernanda Montenegro, os atores Stênio Garcia, Tony Ramos, Ary Fontoura, Luis Gustavo e Elias Gleizer , o humorista Renato Aragão, o cantor Herbert Vianna do Paralamas do Sucesso e o ator e diretor Marcos Paulo (falecido em 11 de Novembro de 2012).
Outra grande novidade, foi o aumento de matérias externas, com a apresentadora gravando fora dos estúdios do Projac. E, para marcar a fase fora do estúdio, Xuxa apresentou um dos quadros de maior sucesso do programa, o Papo X, em entrevistas externas e gravadas no estúdio. Entre os entrevistados, os atores Lima Duarte, Rodrigo Santoro, Tiago Abravanel e Alexandre Nero, as atrizes Juliana Paes, Cláudia Raia, Heloísa Périssé, Flávia Alessandra, Mariana Rios, Ingrid Guimarães e Giovanna Antonelli, a escritora Fernanda Young, as cantoras Ivete Sangalo e Gaby Amarantos, as apresentadoras Ana Maria Braga e Fátima Bernardes, e o cantor Naldo Benny
Muitas recordações boas no quadro Memória X, que contou com a participação de Patrícia Marx, cantora e ex-integrante do grupo infantil Trem da Alegria, do cantor Junno, e das atrizes Bruna Marquezine, Malu Rodrigues e Debby Lagranha. No TV Xuxa Especial de Dia das Mães, exibido em 11 de maio de 2013, Xuxa reuniu várias gerações de paquitas para conversar sobre maternidade. No bate-papo, elas falaram da experiência como mães – ou da expectativa do primeiro filho –, apresentaram seus “baixinhos”, e relembraram o tempo em que dividiam o palco com Xuxa.
No dia 7 de julho de 2012, foi ao ar, o especial de São João. Ao som do DJ Alexandre, a noiva da festa, Xuxa, e o seu "par", Otaviano Costa, comandaram a quadrilha do "Arraiá da TV Xuxa" com a participação da atriz Flávia Alessandra. Muita diversão com: correio do Amor, barraca do beijo, brincadeira do pau-de-sebo e comidas típicas. No musical, o grupo Falamansa fez uma homenagem os 100 anos de Luiz Gonzaga enquanto a Banda Calypso tocou grandes sucessos.
Em 28 de julho de 2012, TV Xuxa fez uma homenagem aos anos 1980. Xuxa entrou no palco com o figurino de seu programa Xou da Xuxa, exibido na Globo na época. De cabelos compridos, botas acima do joelho, ombreiras e acompanhada das assistentes de palco vestidas como paquitas, a apresentadora se encontrou com representantes musicais daquela década, como os cantores Ritchie, Byafra e Kiko Zambianchi, e as bandas RPM, Biquini Cavadão e Dr. Silvana e Cia.
Em 25 de Agosto, Xuxa ficou morena. Neste especial, ela mostrou um VT em que Xuxa muda o visual, depois, Dona Alda (mãe da apresentadora) se emocionou ao ver a filha morena. Nesse programa, esteve ao lado da dupla sertaneja Victor e Leo e do cantor Alexandre Pires, a rainha mostrou o novo look para a plateia do programa que em coro gritava: “É a morena mais bonita do Brasil”.
No dia 1 de setembro de 2012, a TV Xuxa entrou em ritmo de micareta e recebeu Chiclete com Banana que fez todo mundo tirar o pé do chão ao som das músicas 'Quero Chiclete', '100% você', 'Cabelo raspadinho', 'Meu cabelo duro é assim' e 'Erva venenosa'. O cantor Tomate arrancou suspiros da plateia com os sucessos 'Parará' e 'Eu te amo'. O grupo A Zorra segue no embalo  e toca 'Solteiro em Salvador' e 'Prefixo de verão'. A banda Cheiro de Amor, levou a Bahia para o palco do programa com 'Ficar com você' e 'Dias de Sol'. Parangolé tocou 'Dança do arrocha' e um medley dos sucessos 'Negro lindo', 'Leite condensado' e 'Madeira de Lei'. A banda Oito7Nove4 apresentou seu novo trabalho. E o grupo Babado Novo encerrou a micareta com 'Namorar', 'Me chama de amor', 'Fulano in sala' e 'Lirirrixa'.
Em 13 de Outubro de 2012, a TV Xuxa fez uma viagem ao universo da criança com muita música e diversão, em comemoração ao Dia das Crianças. Circo Crescer e Viver, Grupo Base e DJ Mayara Leme, fizeram a abertura do programa com muita cor, música e dança como os baixinhos gostam. Para festejar esta data tão especial, Xuxa conversou com a cantora internacional Taylor Swift, que colocou todo mundo para dançar ao som dos sucessos ‘We are never ever getting back together’ e ‘Long live’. NX Zero embalou à tarde de sábado com ‘Razões e emoções’, Onde estiver’, ‘Não é normal’ e ‘Maré’. A dupla Atchim & Espirro alegra a meninada com ‘Vem se divertir’ e um medley da nossa rainha como "Doce Mel", "Ilariê" e "Tindolelê".
No dia 1 de dezembro de 2012, a TV Xuxa reviveu alguns momentos marcantes para quem acompanhou a geração dos anos 90. Xuxa interpretou ela mesmo na época do Xuxa Hits e Planeta Xuxa, a introdução do programa foi tirada do Xuxa Hits 95. Xuxa interpretou alguns hits como "Sábado" (sucesso na época do Xuxa Park em 1995), "Tô de Bem com a Vida" (do álbum-título em 1996), "Planeta Xuxa" (inspirado no programa em 1997) e "Libera Geral" (da época do planeta também no mesmo ano), como também resgatou "O que é que a gente tem?", tema da escalada do Planeta em 1998. No programa, estava o DJ Marlboro. Xuxa mostrou as imagens da época de cada artista presente, além da reportagem sobre o mesmo tema que destacava as músicas e os acontecimentos que ocorreu naquela época. Os artistas presentes até os dias de hoje estavam Cidade Negra, Latino e Buchecha; Também estavam presente os artistas que fizeram sucesso naquela década foram a Banda Yahoo, Deborah Blando, Loalwa Braz (ex-Kaoma) e Vinny. Além da presença dos ex-integrantes do grupo You Can Dance, incluindo Daddy Kall e o coreógrafo Fly. Encerrando o programa, Latino e Buchecha cantam ao vivo o hit "Anna Júlia" da banda Los Hermanos, que foi tocada no fim da década de 90 para o início dos 2000. Enquanto Xuxa brincava com a câmera.
Em 2013, a TV Xuxa passou a ter a direção de núcleo de Boninho, direção geral de Mário Meirelles e direção de Ivana Braga e Andrezza Cruz.
A Bahia invadiu o TV Xuxa no dia 2 de fevereiro, com direito a trio elétrico, abadá e muita animação. O palco virou uma micareta, uma espécie de esquente para o carnaval. O especial contou a participação de Ivete Sangalo, Netinho, Saulo Fernandes e Márcio Victor, da banda Psirico, que fizeram a galera tirar o pé do chão com sucessos deste e de outros carnavais. Por fim, Bernardo Mesquita apresentou uma matéria que contando a origem do pré-carnaval.
No dia 9 de fevereiro, Xuxa convocou um time de peso para agitar o carnaval do programa. O cantor Diogo Nogueira e o grupo Sorriso Maroto comandaram o carnaval do TV Xuxa. Eles interpretaram tradicionais marchinhas que animam foliões ao redor do país. Ainda no programa, o samba tomou conta da tarde. Na volta do quadro Tô na Xuxa, a apresentadora assistiu aos vídeos da plateia em ritmo de festa e comentou a performance da galera com Diogo Nogueira e Bruno, vocalista do Sorriso Maroto. Para completar os convidados colocam o auditório para dançar ao som dos seus novos sucessos. Neste sábado, a "TV Xuxa" excepcionalmente não foi exibido em São Paulo, no Rio Grande do Sul e no Paraná, em função da transmissão dos campeonatos Paulista, Gaúcho e Paranaense.
Os 50 anos de Xuxa foram comemorados no programa do dia 30 de março de 2013 com uma festa-surpresa de aniversário. O jornalista e apresentador Pedro Bial conduziu o programa.Com narração de Regina Duarte, Tony Ramos e Fernanda Montenegro, o programa resgatou momentos marcantes da carreira nacional e internacional da Loira, passando por sua época de modelo, sua relação com a família e amigos, os lugares onde viveu - no interior do Sul e no subúrbio do Rio -, seus programas de TV, filmes, shows, campanhas sociais e a sua Fundação. Ao som do DJ Pako, do Thiaguinho e do grupo Skank o programa levou Xuxa as lágrimas. Entre os depoimentos, um em especial levou a plateia ao delírio. Junno, namorado da Rainha, fez uma verdadeira declaração de amor para a amada. Entre as surpresas, o diretor Maurício Shermann contou como foi o início da carreira da Xuxa como apresentadora infantil, Ivete Sangalo cantou o refrão da música Ilariê em um estádio lotado de argentinos, Fly reuniu milhares de pessoas de várias regiões do Brasil para um Flashmobe  com os hits da Rainha, além dos depoimentos dos amigos Luciano Huck, Fausto Silva, Angélica, Renato Aragão, Jô Soares e do seu ex-diretor de núcleo do programa Roberto Talma.
Por conta da transmissão dos jogos da Copa das Confederações na Globo, o TV Xuxa ficou fora do ar durante cinco sábados. Voltando em grande estilo no dia 29 de junho, o TV Xuxa se transformou no  Cassino do Chacrinha e para homenagear a um dos grandes apresentadores da história brasileira. Em um programa todo musical, os cantores Michel Teló, Buchecha, Naldo Benny, a cantora Wanessa e as bandas Pollo e Oba Oba Samba House emprestaram seu carisma e alegria. Xuxa comandou o especial com direito a show de calouros, buzina e trono. A apresentadora ainda mostrou vídeos que contavam a trajetória do “Velho Guerreiro”.
No dia 6 de julho, a TV Xuxa ganhou um novo cenário com ares de palco de shows, decorado com peças que lembram discos, marcadas com o emblemático "X", dando destaque para as atrações musicais e os grandes encontros. No estilo de paradão musical, com apresentações ao vivo, o TV Xuxa reuniu no palco as maiores estrelas da música nacional, abrangendo diversos ritmos e estilos, do rock ao axé, do reggae ao pop. Entre as atrações musicais, Wesley Safadão; Gaby Amarantos; Capital Inicial; Gabriel o Pensador; Turma do Pagode; Sandy; Ellen Oléria; NX Zero; Belo; Tânia Mara; Manu Gavassi; o padre Fábio de Melo; Titãs; Só Pra Contrariar; Strike, entre outros.
Sucesso em diferentes regiões do país, a música sertaneja também teve espaço na atração, com as participações de Gabriel Valim; Humberto e Ronaldo; Guilherme e Santiago; João Bosco e Vinícius; Israel Novaes; Thaeme e Thiago; Cristiano Araújo; Bruno e Marrone; Daniel; João Neto e Frederico; Victor e Leo; Fernando e Sorocaba, entre outros.
A TV Xuxa, ainda promoveu o encontro de "duplas inusitadas" como Thiaguinho e Luan Santana; MC Koringa e MC Marcinho; Latino e Grupo Revelação; Fresno e Pixote; Daniela Mercury e Monobloco; MC Guimê e MC Lon, entre outros.
O programa ainda trouxe a estreia do KidX. Com a realização da Sony Music e Xuxa Produções, o concurso seleciona integrantes para  uma nova banda, formada por jovens entre 12 e 16 anos. Durante toda a semana os onze candidatos selecionados, entre os milhares de vídeos recebidos, passaram por uma equipe de feras como: Patrícia Carvalho, professora de expressão corporal, Tutti Bae, de canto, Fly e Jéssica Braga, de dança, Jack Priston, fonaudióloga, e Nelly de Azaredo, psicóloga. Tudo sob o olhar atento de Rick Bonadio, produtor musical de grandes nomes da música jovem brasileira como: Mamonas Assassinas, Rouge, Charlie Brown Jr., NX Zero e Manu Gavassi. As audições foram realizadas no Rio e gravadas como um reality. Todas as etapas do concurso e a grande final foram transmitidas pelo TV Xuxa, que ocorreu em 3 de agosto de 2013, na escolha definitiva dos candidatos foram Bruno Gadiol, Gabriela Assis, Carol Flauzino e Júnior Müller. O quarteto se apresentou pela primeira vez em 9 de novembro de 2013.
Outra novidade foi o game Meu Baixinho é Dez, no qual três famílias eram convidadas para disputar um prêmio que poderia chegar até R$ 13 mil. Enquanto as crianças brincavam em um parquinho especialmente preparado para abrigar e entreter os pequenos, os casais encaravam três etapas de provas em uma disputa pelo prêmio. Já o Me Convence Aí desafiava os participantes a contarem uma boa história em até 30 segundos para conquistar R$ 1 mil. Na primeira edição, os candidatos precisaram convencer Klara Castanho, Eri Johnson e Nando Cunha de que mereciam a recompensa.
No quadro Tô na Xuxa Calouros, os concorrentes tinham seus talentos avaliados por Eri Johnson e mais dois artistas convidados. Entre os nomes que fizeram parte do juri, estão André Marques; Miá Mello; Ellen Oléria; Luis Miranda; Gaby Amarantos; Luís Salém; Rogéria; Hélio de la Peña; Maria Melilo; Maria Paula; Simone Soares; Cacau Protásio; Sérgio Loroza; Fernanda Souza; Luigi Baricelli; Junno Andrade; Zéu Britto; Klara Castanho; Nando Cunha, entre outros.
As entrevistas do Papo X ficaram mais intimistas, em um cenário compacto, e com uma plateia formada por poucas pessoas. Entre os convidados, o humorista Fábio Porchat, o modelo catarinense Marlon Teixeira, o cantor Zeca Pagodinho, as atrizes Vanessa Giácomo, Isabelle Drummond e Fabiana Karla, e os atores Juliano Cazarré, Mateus Solano e Caio Castro. Ainda em 2013, Xuxa homenageou no programa personalidades como a atriz Marieta Severo e o ator Ney Latorraca.
Através do quadro Tem um sonho?, Xuxa realizou o sonho de diversas pessoas, que enviaram cartas ou se inscreveram pelo site do programa. No programa exibido dia 5 de outubro de 2013, a apresentadora contou com a ajuda do ator Reynaldo Gianecchini para realizar um sonho duplo de uma fã. A jovem Bianca um exemplo de garra e otimismo, por ter enfrentado e vencido um tratamento de leucemia. Ela chegou a estrelar uma campanha nacional de doação de medula óssea. Porém toda batalha lhe custou sua festa de formatura, da qual não pôde participar. Xuxa realizou o sonho da menina, promovendo uma segunda festa escolar, ao lado dos colegas de classe. A moça, moradora de Contagem, Minas Gerais, ainda teve a chance de conhecer seus ídolos: o ator Reynaldo Gianecchini, de quem é fã, virou paraninfo da turma e sua banda preferida, a Teatro Mágico, fez uma apresentação especial.
No dia 31 de agosto de 2013, a TV Xuxa fez parte de uma programação especial dedicada ao Criança Esperança. No programa especial, Xuxa fez uma retrospectiva de todas as suas apresentações no Criança Esperança, no quadro Memória X. A Loira ainda visitou o projeto Estrelas do Mar, em Florianópolis, onde centenas de crianças e adolescentes são beneficiadas com aulas de educação ambiental, filosofia, oficinas de teatro, biblioteca, brinquedoteca e cinema. Para levantar a galera, Claudia Leitte cantou os sucessos 'Largadinho', 'Quer saber' e 'Claudinha Bagunceira'. Nando Reis soltou a voz em 'Por onde andei', 'Luz Antiga' e dividiu o palco com Roberta Campos na música 'De janeiro a janeiro'. Ainda no programa, os telespectadores participam da festa cantando a música tema do Criança Esperança. Xuxa encerrou com o musical 'Carinho de Verdade', tema da campanha em que é madrinha, contra a exploração sexual em crianças e adolescentes.
O TV Xuxa celebrou o Dia das Crianças com baixinhos de todas as épocas, no dia 12 de outubro de 2013. A plateia cantou em coro com a banda Jota Quest os sucessos 'Tempos Modernos', 'Mandou bem' e 'Na Moral'. Rogério Flausino, vocalista da banda, falou sobre sua infância e sua relação com a filha. A Galinha Pintadinha e sua turma também marcaram presença com a música 'A Galinha e o Galo Carijó', sucesso entre os baixinhos. Os participantes do "Tô na Xuxa Calouros" cantaram Balão Mágico, Trem da Alegria e Xuxa, sob os olhares atentos do júri formado por Samantha Schmutz, André Marques e Eri Johnson. Na volta do quadro Dom Especial, Xuxa contou a história do talentoso baixinho Adauto Kovalski, que aos 13 anos já escreveu oito livros e participou de um concurso internacional de piano. Abrindo e encerrando o programa, Xuxa e os personagens do XSPB colocaram os baixinhos de todas as idades para dançar ao som de 'Ilariê', 'Tindolelê', e o 'Pot-pourri do Txutxucão'.

## Quadros

### 1ª fase (2005-2007)
- Brinquedos e Brincadeiras
- Festival de Talentos
- Notícia da Hora
- Sessão X
- Surpresa!
- Tema no Mundo
- Xuxa Mix
- Xuxa Responde

### Conquista de Titã (Temporada 2005)
De segunda à quinta, os participantes tinham que responder duas perguntas por dia. Cada pergunta tinha duas opções. Se acertasse de primeira, ganhava 100 pontos, e a pontuação diminuía em 20 para cada vez que errava.
Na segunda-feira, a prova era Catando Planetas, onde os participantes tinham que pegar o maior número possível de planetas. Na terça, era Planetas Malabares, onde tinha que colocar o maior número possível de planetas. Na quarta, era Escalada Escarpada, onde tinha que escalar uma parede em menor número possível. Na quinta, era Fuga da Chuva de Meteoros e Travessia Impossível, onde tinha um desafio que tinha que ser feito em menor tempo possível. Na segunda, terça e quarta, também tinha X ao Cubo, que era uma prova onde os participantes tinham que responder uma pergunta.
Na sexta, tinha um desafio final com 6 fases. Cada fase valia 50, 100 ou 200 pontos, dependendo da diferença do placar.

### Game X (Temporada 2006)
Segunda era dia de Sai Dessa Cara (um labirinto que tinha que ser feito em menor tempo possível) e Pise na Memória (onde os participantes tinham que memorizar a cor dos quadrados). Terça era dia de Controle o Controle (onde tinha que se fazer o maior número de pontos possível). Quarta era dia de Encaixe Encaixe (quebra-cabeça que tinha que ser feito em menor tempo possível). Quinta era dia de Quem Não Dança, Dança (onde tinha que dançar em 3 etapas). Sexta era dia de Pense Rápido (20 perguntas para se responder).

## Desenhos exibidos (Fase Infantil)
- As Aventuras de Jackie Chan
- Avatar: A Lenda de Aang
- Batatas e dragões
- Beyblade
- Bob Esponja Calça Quadrada
- Caverna do Dragão
- Danny Phantom
- Dragon Ball GT
- Dragon Ball Z
- Megaman NT Warrior
- Mickey e Donald
- Oggy e as Baratas Tontas
- Os Padrinhos Mágicos
- Rabiscos Ariscos
- Rugrats Crescidos
- Três Espiãs Demais
- Yin Yang Yo!
- Zentrix

## TV Xuxa Verão

### 1.ª Temporada (2013)
A primeira temporada da TV Xuxa Verão estreou no dia 16 de fevereiro, e se passava em Angra dos Reis (RJ). Com clima de férias, o programa tinha atrações musicais e artistas convidados. Direto da costa verde do Rio de Janeiro, no primeiro programa Xuxa preparou uma festa surpresa para Thaís, fã que escreveu ao programa sobre seu sonho de comemorar 15 anos com uma festa de debutante. Ao som da banda de Bernardo Mesquita, a Noizz, a aniversariante chegou à celebração e recebeu um dos grandes presentes do dia: dançar valsa com o ídolo Neymar. Entre as atrações musicais estavam, a dupla Munhoz & Mariano, a banda Charlie Brown Jr, e os grupos Cheiro de Amor e Jammil e Uma Noites. Xuxa ainda teve um bate-papo com o ator Domingos Montagner, que contou sobre a trajetória artística e o título de galã que recebeu das fãs.
No dia 23 de fevereiro, a atriz Totia Meirelles deixou as maldades de Wanda, a vilã na novela Salve Jorge, um pouco de lado para bater um "Papo X" com a Xuxa. A atriz comentou a trama de sua personagem, falou da repercussão nas ruas, das diferenças que a vilã tem em relação aos seus papéis anteriores, carreira e família. Ainda no palco da atração, o Grupo Pixote cantou seus sucessos, animando a plateia. Do estúdio direto para Angra dos Reis, no Rio de Janeiro, MC Sapão agitou a tarde ao som do funk e relembrou o apoio da apresentadora durante a sua trajetória musical. Xuxa também realizou o sonho da manicure mineira Karla Batista de ter uma festa de casamento. Além da surpresa da comemoração, a noiva ganhou ainda um show dos ídolos João Bosco & Vinícius.
No dia 2 de março, o TV Xuxa fez uma grande homenagem ao Zico. No palco, o craque relembrou momentos importantes da sua carreira no futebol e assistiu a um vídeo, narrado pelo jornalista Cléber Machado, a respeito da sua trajetória. Além disso, amigos e familiares deixaram depoimentos sobre a importância do ídolo dentro e fora de campo. Durante o bate-papo, Xuxa convidou o Grupo Revelação e o cantor Fagner para tocarem músicas dedicadas ao grande astro do Flamengo. Direto do estúdio em Angra dos Reis, Xuxa realizou o sonho de Sérgio Costa, mais conhecido como o MC Créu. A apresentadora planejou com Os Hawaianos a captura do funkeiro, que manifestou em uma rede social a sua vontade de participar do ‘TV Xuxa’, e o levou até o palco do programa. E, para fechar, o grupo Bom Gosto animou a plateia com o sucesso ‘Patricinha do Olho Azul’.
No dia 9 de março, diversas atrações musicais participaram da homenagem ao dia do DJ. Representando a classe que comanda as pick-ups ao redor do mundo, Memê conversou com Xuxa sobre a profissão. Nova revelação do funk, a MC Beyoncé apresentou as músicas “Fala mal de mim” e “Pensa em mim 24 horas”. Trazendo todo o suingue carioca, Fernanda Abreu cantou os seus sucessos ao som da batida do DJ. Na ‘TV Xuxa’ de verão, o professor Diogo Pretto dá uma aula de arrocha, o ritmo da estação mais quente do ano. E neste clima, Xuxa convida o cantor sertanejo Israel Novaes para subir ao palco. Ainda na ilha do programa, em Angra dos Reis, Latino anima a galera ao som de “Dança Kuduro”. E no "Loucura de amor", Xuxa ajudou a auxiliar administrativa Jeslane Oliveira a preparar uma surpresa para o marido José Leonardo Sousa. Em um cenário paradisíaco, o casal teve um jantar romântico com direito a um show da banda Catedral.

### 2.ª Temporada (2014)
A segunda temporada da TV Xuxa Verão estreou no dia 4 de janeiro, e se passava em Angra dos Reis, região localizada na costa verde do Rio de Janeiro. Em meio ao cenário paradisíaco, Xuxa promoveu um encontro musical familiar entre Zizi Possi e Luiza Possi, Zezé Di Camargo e Luciano e Emanuelle Araújo e a filha, Bruna. As duplas mostram que talento está no sangue e cantaram ao longo do dia até o pôr-do-sol. As atrizes Cissa Guimarães e Nívea Stelmann também fizeram parte da festa, e os convidados participaram de brincadeiras comandadas pela anfitriã. Xuxa ainda conheceu Verônica Benazzi, moradora de Campos dos Goytacazes e fã da apresentadora, que topou a brincadeira de virar fotógrafa por um dia para realizar o sonho de fotografar a loira no comando da atração. Uma das missões dela também era registrar tudo que acontecia no quadro ‘Me Convence Aí’.
No dia 11 de janeiro, a TV Xuxa seguiu no clima do verão direto de Angra dos Reis. Ao lado de Junno, Xuxa recebeu amigos na casa de praia para fazer muita música, bagunça e brincadeiras. Os atores Eri Johnson, Marcelo Serrado e Nando Cunha e os cantores Daniel, Gaby Amarantos e Saulo ainda aproveitaram as belas praias que rondam a região em um passeio de barco com a rainha. Linda como sempre, a atriz Nanda Costa se juntou ao grupo e deu suas dicas de beleza para curtir os dias de sol com saúde. A conversa seguiu à beira da piscina com Marcelo Serrado, no ‘Papo X’. Os convidados ainda se divertiram no quadro ‘Me convence aí’ e em um desafio proposto pela apresentadora de fazer mímica de celebridades. A festa, que foi toda registrada por Bia Milani, fã de Xuxa, fica completa com muito axé, sertanejo e tecnobrega interpretado pelos cantores presentes.
No dia 25 de janeiro, foi ao ar a última edição do programa, como confirmado oficialmente pela Globo quatro dias antes. Os motivos para essa pausa foram, segundo o comunicado divulgado pela emissora, dois: a reformulação da programação em favor à copa do mundo e das eleições; um problema de saúde da apresentadora. Xuxa sofre de sesamoidite (inflamação nos ossos sesamoides). Mas o fim do programa não foi definitivo: "Beijo, gente. Estou saindo, mas estou voltando", disse Xuxa. A emissora renovou o contrato por mais três anos.
A última edição teve como atração Tatá Werneck, Luís Miranda, Susana Pires,Alexandra Richter, Simone Soares e, os sertanejos, Victor & Leo. A partir do dia 1 de fevereiro, a Rede Globo preencheu o "buraco" deixado pela "TV Xuxa" por uma nova sessão de cinema, o Cine Fã-Clube, que reúne uma seleção de filmes voltados para o público jovem, exibindo comédias românticas, dramas e documentários. Estreou no dia 18 de fevereiro de 2014 e foi extinto definitivamente em 18 de abril de 2015, devido à estreia da Sessão Comédia, sessão de seriados que exibia a série 'Os Caras de Pau' e atualmente exibe 'O Melhor da Escolinha'.

## O fim da TV Xuxa
O fim do programa foi marcado para o dia 25 de janeiro de 2014. A audiência do programa esteve em média entre 9 a 13 pontos, mas a baixa audiência não acarretou a extinção do programa atual. Boninho pretendia criar uma nova programação de sábado e Xuxa não estava nos planos para 2014. A verdadeira razão do fim foi a doença que tinha no pé direito, além da saúde de sua mãe. 

## Assistentes de palco
Ana Cecília Calderon
Aos 30 anos, a carioca é bailarina clássica profissional. Além de dar aulas de dança em uma academia do Méier, na Zona Norte do Rio, Ana também trabalha na Banda Rio Babilônia. É uma espécie de faz tudo de Xuxa. Ela participa no coro dos DVDs Só Para Baixinhos e também interpreta a elefanta Bila Bilú. Ela já havia trabalhado com Xuxa anteriormente, como Garota do Zodíaco de Gêmeos, uma das dezessete Garotas do Zodíaco do extinto programa Planeta Xuxa, entre 2000 e 2001.
Caren Lima
É a veterana do grupo. Já foi Paquita da Xuxa de 1995 a 1999 e Gata do Planeta entre 1999 e 2000. Caren fez parte das Paquitas New Generation, por ser a menor e mais fofinha era chamada de Chaveirinho. Ao lado da Xuxa, ela participou dos programas, Xuxa Park, Xuxa Hits e Planeta Xuxa. O convite para voltar a trabalhar com a apresentadora a surpreendeu. Formada em Produção de Rádio e TV, Carem um dia foi convidada para ir à Globo. Certa de que o convite era uma proposta de trabalho para atuar na área, atrás das câmeras, foi comunicada que a queriam novamente ao lado de Xuxa. Aos 29 anos, trabalha como modelo nas horas vagas, e ter sido ajudante da Rainha dos Baixinhos nos anos 90 foi fundamental para seu aprimoramento.
Fabrilla Cruz
A assistente é irmã de umas das diretoras do “TV Xuxa” e ex-Paquita, Andrezza Cruz. Formada em Administração de Empresas, Fabrilla dirige a academia de dança que tem com a irmã em Duque de Caxias, Município do Rio de Janeiro. Ela começou a trabalhar com Xuxa quando tinha 10 anos, no corpo de balé intitulado Abelinhas do programa Xuxa Park, em 1994. A experiência na dança a levou para coreografar a comissão de frente da Pimpolhos da Grande Rio, escola mirim da agremiação de Duque de Caxias. Apesar de estar tantos anos ao lado de Xuxa, ela ainda se emociona nas gravações com a apresentadora.
Michelle Ferreira
Nutricionista formada, a ex-Bailarina do Domingão do Faustão custou a encarar de forma natural o fato de estar ao lado de Xuxa, de quem é fã desde criancinha. Dona de uma loja multimarcas no Recreio, Zona Oeste do Rio, ela também é dançarina da banda Celebrare. Um dos momentos marcantes foi durante uma apresentação delas ao lado de Xuxa em uma edição do "Monange Dream Fashion Tour 2010", no qual a Rainha dos Baixinhos era uma das atrações.